# Abbaye Saint-Laurent de Liège
Pour les articles homonymes, voir Abbaye Saint-Laurent.
L'abbaye Saint-Laurent de Liège est une abbaye bénédictine ayant existé entre 1026 et 1794.
Elle est fondée dans un quartier qui prendra le nom de quartier Saint-Laurent, à Liège, en Belgique. Dès le début, l'abbaye se distingua par sa contribution aux arts. Au milieu du XIe siècle, on compte des moines mathématiciens, hagiographes, computistes, poètes, compositeurs, etc. L'abbaye a subi des dégâts considérables à partir de 1212, lors de 13 ans de combats entre les milices liégeoises et le duc de Brabant.
La fin du XIIIe siècle et le début du XIVe conduisirent à la faillite et à la vente massive de propriétés. À cette époque, la discipline monastique s'est relâchée et le nombre de moines diminua considérablement. Le XIVe siècle est l'époque des papes d'Avignon. La plupart des abbés, originaires de France, s'intéressèrent peu au monastère.
Dès le début du XVe siècle, l'abbaye sort de sa longue période de crise. Une personnalité marquante est alors le moine Jean de Stavelot, copiste infatigable qui enrichit la bibliothèque du monastère de nombreux manuscrits. Dans la première moitié du XVIe siècle, les abbés embellissent le monastère par d'importantes restaurations et la construction de nouveaux bâtiments. Mais durant les guerres de religion, Guillaume de Nassau installe son état-major dans l'abbaye. Après trois jours, ses soldats pillèrent et incendièrent le monastère. Seule la bibliothèque échappa au désastre.
En août 1789, la révolution éclata à Liège. L'abbaye vit passer l'état-major prussien venu rétablir l'ordre dans la cité, puis l'armée républicaine française considérée comme libératrice par la population, puis les troupes autrichiennes, victorieuses à leur tour en entrant dans Liège. L'armée française repris Liège alors que les moines s'étaient dispersés, beaucoup s'étant réfugiés en Allemagne. Les portes du couvent abandonné furent forcées pour y installer un hôpital militaire en 1792. Le monastère fut officiellement fermé par le pouvoir révolutionnaire français en juillet 1794, et depuis cette date jusqu'à l'époque contemporaine, les bâtiments furent conservés grâce à cette mutation en hôpital militaire.

## Les origines
L'origine de Saint-Laurent se perd dans des légendes et traditions longtemps tenues pour vraisemblables.
Il est possible que l'évêque Éracle, vers 968, qui, de retour d'un pèlerinage à Rome ait entrepris la construction d'une troisième collégiale sur le Publémont dédiée à saint Laurent. Le choix de Saint-Laurent commémorant la victoire impériale d'Otton Ier sur les Hongrois (Magyars) au Lechfeld, le jour de la saint Laurent. Selon la rumeur, Notger, son successeur, se serait contenté de faire poser une toiture sur les bâtiments déjà construits. Toutefois, il n'existe actuellement aucun document qui précise que Notger serait intervenu, ni son successeur Baldéric II qui consacra ses efforts à Saint-Jacques. Par contre, il est plus sûr que ses successeurs, Wolbodon, et surtout Durand reprennent les travaux de construction. Le chroniqueur Anselme précise que l'évêque Wolbodon lors de son décès en 1021 fut enseveli dans le monastère Saint-Laurent. Une partie du monument devait donc être achevé.
Il faut attendre le prince-évêque Réginard, près de 55 ans plus tard, pour que l'édifice soit achevé, et qu'il lui soit adjoint d'autres bâtiments permettant de recevoir une communauté monastique. Il va doter la fondation d'importants revenus fonciers et aura à sa mort en 1037, l'honneur d'un mausolée devant le maître-autel de l'église abbatiale. Anselme précise aussi que le prédécesseur de Réginard, Durand fut également inhumé à Saint-Laurent. Réginard fit deux grandes choses remarquables: un nouveau pont sur la Meuse et fit renaître le monastère (renovavit) Saint-Laurent.
Appelés par Réginard à occuper les bâtiments, une trentaine de moines bénédictins sous la conduite de l'abbé Étienne arrivent en 1026, 5 ans après la mort du prince-évêque Richard de Saint-Vanne de Verdun. Le prince-évêque apparait en songe au père abbé lui déclarant qu'il prend l'abbaye sous sa protection et qu'il attirera la protection divine sur tous ceux qui aideront d'une manière ou d'une autre à son édification. Ce secret révélé, les dons de toutes espèces affluent et par la charte de novembre 1034 — dotation de 316 manses en 27 endroits et 10 églises — a lieu la consécration officielle du monastère. Il semble qu'il y ait eu une brouille entre les deux évêques. À ce sujet, les sources de Verdun et celles de Liège présentent des versions fort différentes.
Dès le début, l'abbaye se distingue par sa contribution aux arts. Au milieu du XIe siècle, on compte des moines mathématiciens, hagiographes, computistes, poètes, compositeurs… Le théologien Rupert de Deutz y reçut sa formation. On y enseigne aussi le latin aux enfants.

## Vicissitudes historiques duXIIeauXVesiècle

### L'âge d'or

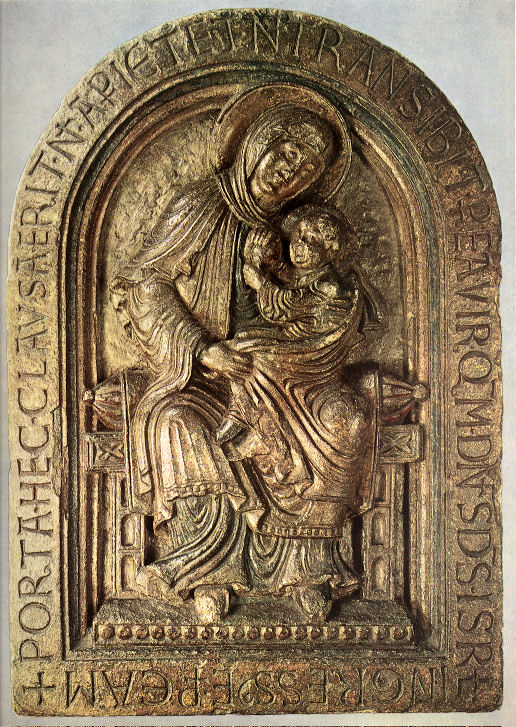
La Vierge dite de Dom Rupert (début du XIIe siècle), bas-relief en grès houiller polychrome et doré, 1149-1158, Grand Curtius, Liège

Dès la fin du XIe siècle, l'abbaye Saint-Laurent, qui adopte les coutumes de Cluny (Bourgogne), connaît une activité culturelle intense.

### La restauration
L'abbaye subira des dégâts considérables en 1212 lors de la contre-attaque des milices liégeoises dirigée contre le duc de Brabant qui revendiquait l'héritage d'Albert II de Dabo-Moha, les domaines de Moha et de Walef que pourtant ce dernier avait cédés contre une importante somme d'argent à l'évêque de Liège. Après 13 ans de combats, le duc réconcilié avec le prince-évêque de Liège, les abbés de Saint-Laurent restaurent les bâtiments et augmentent leurs propriétés dans les régions liégeoise et brabançonne.

### La grande crise
Un abbé renonçant à ses charges, un autre aimant le faste et endettant l'abbaye, un autre acculé à la démission par son évêque, un autre encore gérant les biens de manière catastrophique… La fin du XIIIe siècle et le début du XIVe conduisent à la faillite et à la vente massive de propriétés. La discipline monastique se relâche, et le nombre de moines diminue considérablement.
Le XIVe siècle est l'époque des papes d'Avignon, et la plupart des abbés, originaires de France, s'intéressent peu au monastère.
Cependant le prestige des abbés de Saint-Laurent demeure, à tel point qu'on fait appel à leur arbitrage dans certains conflits. Durant la guerre des Awans et des Waroux, en 1335, les deux familles en guerre depuis trente-huit ans rassemblent chacune six hommes et conviennent de quitter l'abbaye dès qu'une solution suffisante sera trouvée. Ils entrèrent le premier jour de Carême et n'en sortirent que le jour de Pâques.

### La reprise
Dès le début du XVe siècle, l'abbaye sort de sa longue période de crise. Une personnalité marquante de la première moitié de ce siècle est le moine Jean de Stavelot, copiste infatigable qui enrichit la bibliothèque du monastère de nombreux manuscrits, dont une chronique latine sur l'histoire de Liège.

## L'époque bourguignonne

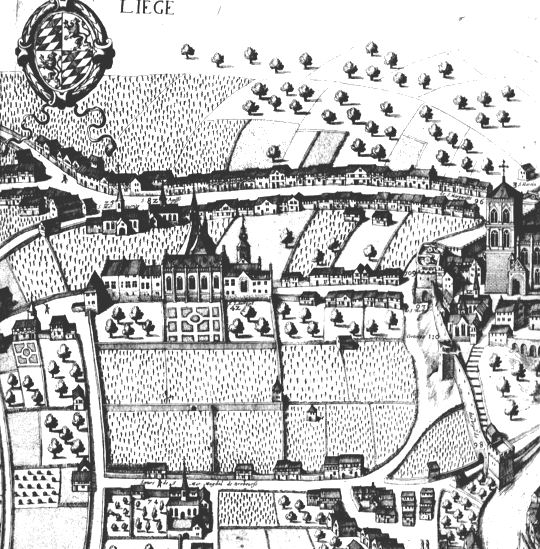
Le quartier Saint-Laurent au XVIIe siècle (gravure)

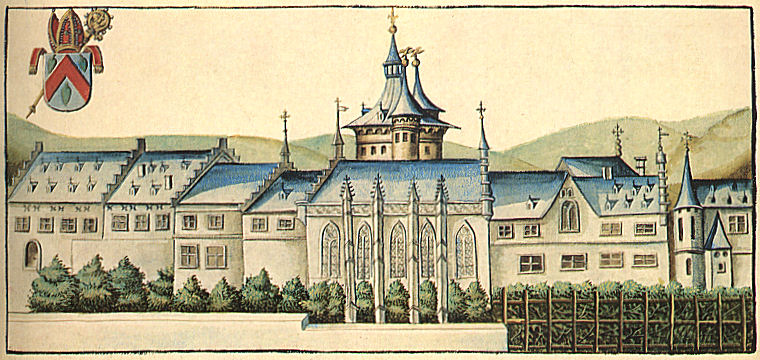
L'abbaye Saint-Laurent au XVIe siècle, façade dominant la ville (Dessin)

En 1467, après l'épisode de Brustem, les troupes bourguignonnes progressent vers Liège pour mater sa population rebelle. Gui de Brimeu, seigneur d'Humbercourt, lieutenant du duc de Bourgogne, prend ses quartiers à l'abbaye Saint-Laurent. Charles le Téméraire lui-même y loge cinq jours. Des négociations avec des notables liégeois évitent l'affrontement: le duc reçoit les clés de la ville.
On dit que Charles le Téméraire est entré à Liège par « une brèche entre les portes Saint-Martin et Sainte-Marguerite ». Il faut rappeler que la cité, à l'époque, est protégée par un rempart, et que l'abbaye Saint-Laurent est en dehors de cette enceinte. Le document ci-contre ne date pas de l'époque bourguignonne (gravure de 1626), mais il illustre bien la situation.
En 1468, les revanchards liégeois se révoltent à nouveau. Le duc entre dans « une rage qui confine à la folie ». Le 27 octobre, son armée est aux portes de Liège. Le 28, les résistants liégeois incendient le quartier Sainte-Marguerite pour faire obstacle à l'avance de l'ennemi. Les moines de Saint-Laurent envoient une délégation aux maîtres de la cité pour que cette tactique de la « terre brûlée » épargne leurs possessions. Jaloux du privilège accordé, ce sont les habitants de Sainte-Marguerite qui viennent livrer aux flammes le quartier Saint-Laurent et les étables de l'abbaye.
Dans les jours qui suivent, après la vaine intervention des six cents Franchimontois, les hordes bourguignonnes se livrent au sac de la ville. Au pillage, succèdent le massacre des habitants puis l'incendie de la ville. L'abbaye Saint-Laurent n'échappe pas au pillage. Le trésor, heureusement, a été mis à l'abri à Huy.
Puis la vie continue : un moine copiste raconte en latin la mise à sac de Liège par les troupes bourguignonnes.

## LesXVIeetXVIIesiècles

### Les fastes de la Renaissance

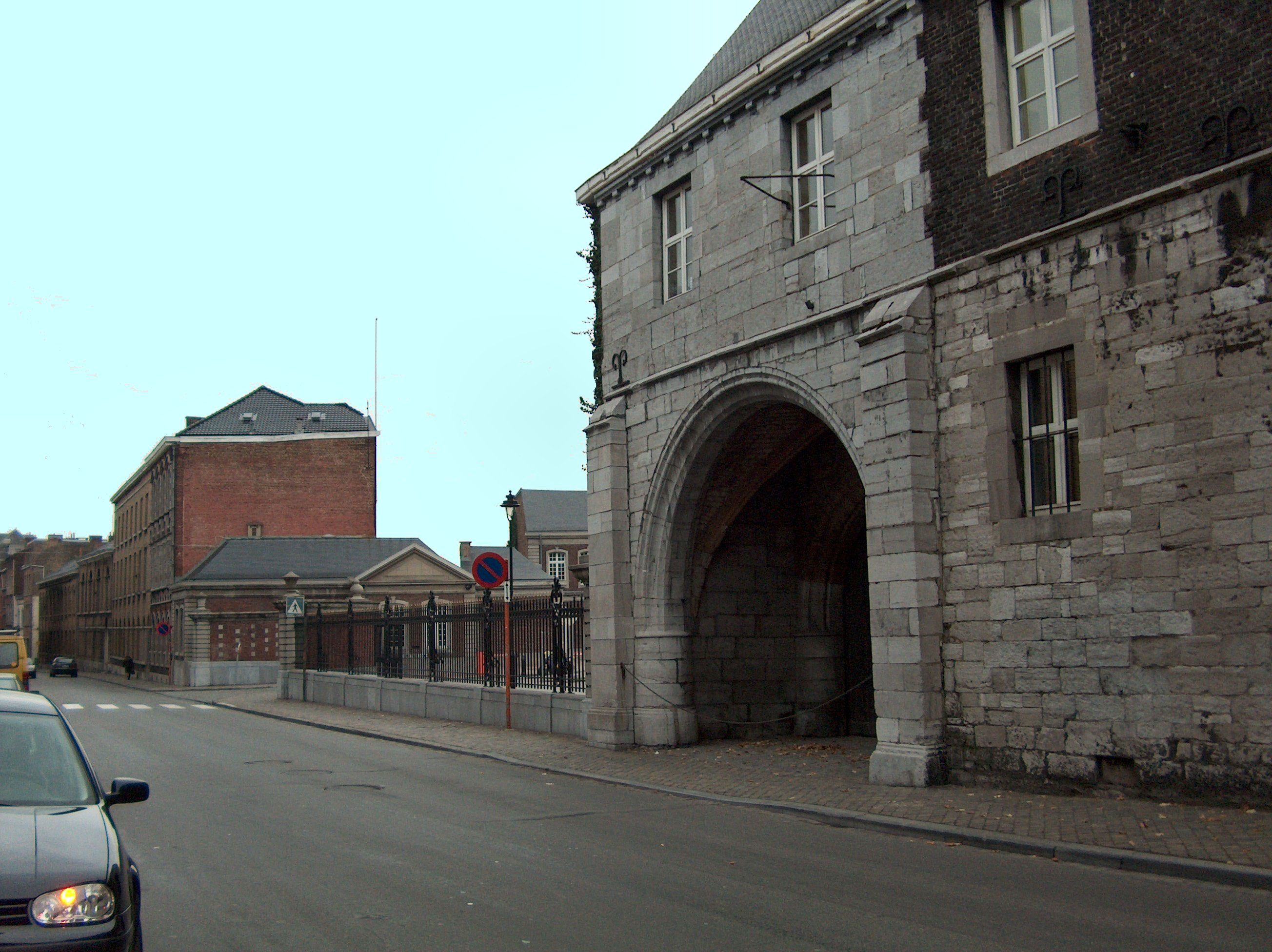
Ce portail du début du XVe siècle est un des rares éléments architecturaux qui ont échappé à la destruction de 1568.

Après sa nomination en 1505, le prince-évêque Érard de La Marck, humaniste raffiné, choisit le séjour de l'abbaye Saint-Laurent pour célébrer son triomphe par un banquet offert à ses proches.
Dans la première moitié du XVIe siècle, les abbés embellissent le monastère par d'importantes restaurations et la construction de nouveaux bâtiments.
Les moines de Saint-Laurent excellent dans bien des domaines artistiques: rédaction de manuscrits richement enluminés, décoration de la chapelle du château de Huy, contacts avec Érasme...

### Les guerres de religion

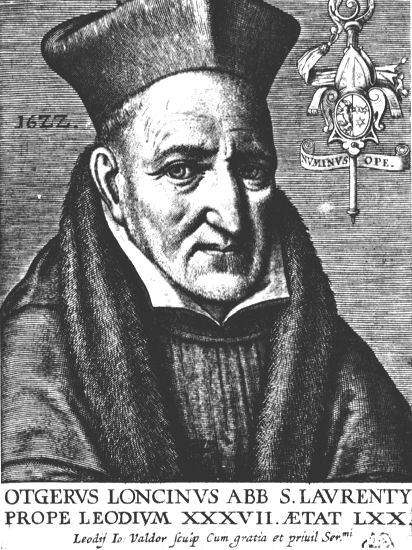
L'abbé Oger de Loncin (1586-1633), prélat typique de la Réforme catholique

En 1568, l'armée du redoutable duc d'Albe, envoyée aux Pays-Bas pour réprimer l'essor du calvinisme, traque les « gueux » de Guillaume de Nassau. Ceux-ci, dans leur fuite, veulent franchir la Meuse en passant par le pont des Arches à Liège, mais ils se heurtent au refus des Liégeois, dont ils assiègent la ville.
Guillaume de Nassau installe son état-major dans l'abbaye. Après trois jours, il renonce à son projet, mais ses soldats pillent et incendient le monastère. Seule la bibliothèque échappe au désastre. Les moines se réfugient au château de Kinkempois, une résidence secondaire de l'abbaye.

### Les Grignoux et les Chiroux

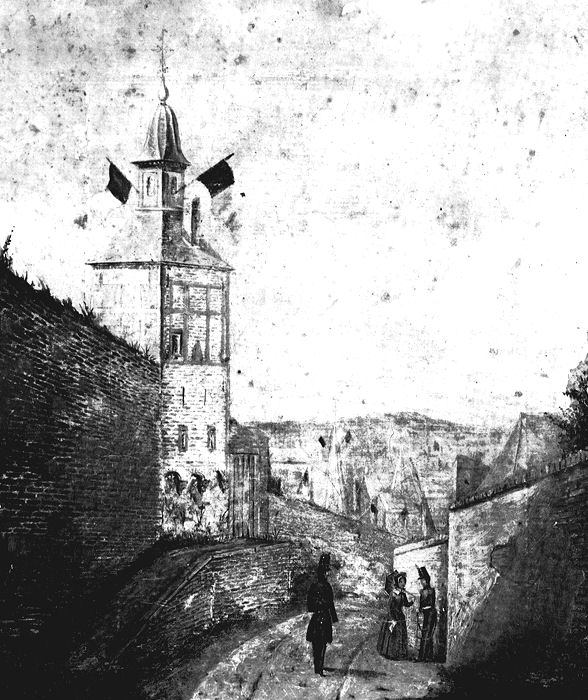
La tour de guet (peinture anonyme de 1832)

Le début du XVIIe siècle, à Liège, est marqué par la lutte entre les Grignoux, qui exigent davantage de libertés communales, et les Chiroux, qui veulent le renforcement de l'autorité du prince-évêque.
En 1649, le prince-évêque Ferdinand de Bavière fait appel aux troupes allemandes pour stopper la rébellion. La vie à l'abbaye Saint-Laurent est troublée par les milices liégeoises et les tirs de canons du général Otto von Spaar.
Dans les années 1650, pour mieux se protéger, l'abbaye se dote « d'un pavillon de guet sur les vignes, en Haute-Chevaufosse » (le haut de l'actuelle rue Monulphe). Sur une peinture anonyme datée de 1832, on peut voir au sommet de la tour, flotter les couleurs belges et françaises, probablement à l'occasion du mariage entre le premier roi des Belges, Léopold et Louise-Marie, fille de Louis-Philippe, roi des Français.

## LesXVIIIeetXIXesiècles

### La révolution liégeoise

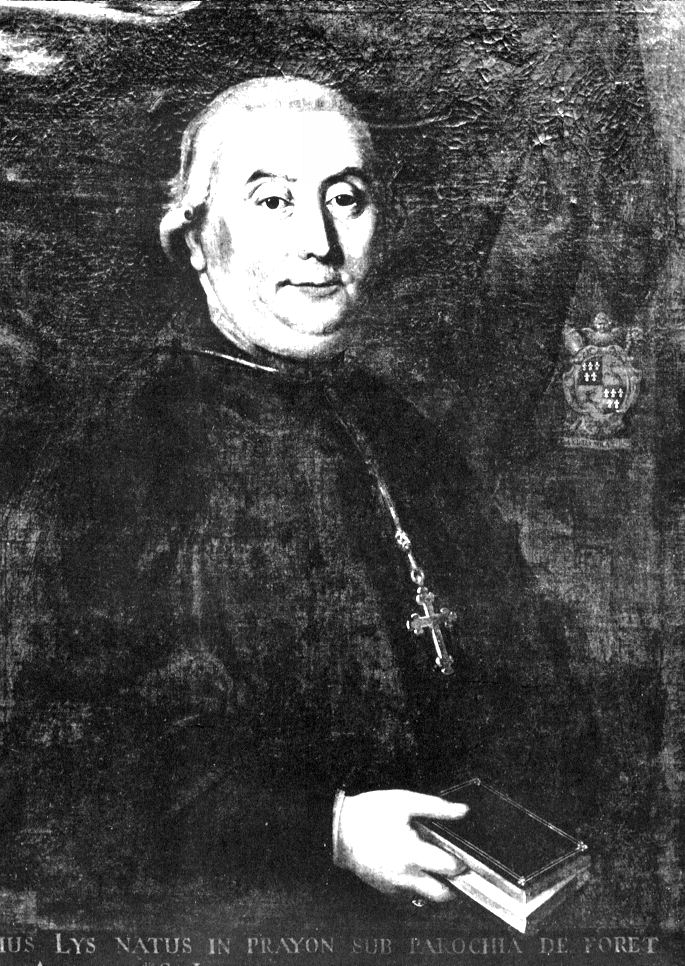
Pierre Servais Lys, nommé en 1790, est le dernier abbé de Saint-Laurent.

En août 1789, la révolution éclate à Liège à l'instar de Paris le mois précédent. L'autoritaire prince-évêque César-Constantin-François de Hoensbroeck feint de céder devant la foule en fureur, mais il réussit à s'enfuir et appelle à l'aide les princes allemands.
En 1790, l'abbaye loge l'état-major prussien venu rétablir l'ordre dans la cité. La vie quotidienne des religieux est perturbée, et l'occupant laisse une impressionnante note de frais. En janvier 1791, le prince-évêque reprend ses fonctions, et les révolutionnaires liégeois s'exilent en France.
En novembre 1792, le prince-évêque François-Antoine-Marie de Méan (Hoensbroeck est mort deux mois auparavant) contraint l'abbé de Saint-Laurent à accueillir le comte d'Artois, frère cadet de Louis XVI (le futur Charles X), chassé de France avec ses proches. Les moines sont troublés par les mœurs frivoles de cette cour en exil, qui se sauve au bout de vingt jours, à l'arrivée des troupes françaises du général Dumouriez, le vainqueur de Jemappes.
L'armée républicaine française entre à Liège par la porte Sainte-Marguerite, où la population se rue pour acclamer ses libérateurs.
Ces soldats sont épuisés, mal nourris, mal protégés du froid. Il faut ouvrir des hôpitaux pour soigner les blessés, les malades, les galeux, les vénériens... Les Bénédictins de Saint-Laurent acceptent l'installation d'un hôpital de campagne au rez-de-chaussée de leur monastère: même l'église et le cloître sont occupés. Un rapport de janvier 1793 signale la présence, à l'abbaye devenue dispensaire, de 657 patients. Il parle d'hygiène catastrophique, d'incompétence, de malpropreté, d'alcoolisme…
L'armée est en outre chargée de dresser un état détaillé des biens ecclésiastiques, pour le faire parvenir au Conseil exécutif de Paris. Les religieux tentent de mettre en lieu sûr leurs vases liturgiques et autres objets précieux. Ils envisagent même de fuir.

### La restauration
En mars 1793, victorieuses à leur tour, les troupes autrichiennes entrent dans Liège. Pour les moines de Saint-Laurent, ce retour à l'ancien régime est une libération. Redevenus maîtres chez eux, ils quittent leurs cellules à l'étage et descendent dresser le bilan des dégâts. Les « sans-culotte » et la « canaille liégeoise » n'ont rien respecté, ils ont profané l'église et emporté les ciboires. Dans les salles du rez-de-chaussée, c'est un vrai désastre: paillasses éventrées et nauséabondes, aliments pourris, murs salis, peintures abîmées, meubles cassés, crasse innommable. Les Bénédictins font évacuer les décombres, nettoyer les murs, restaurer le mobilier, procéder à des réparations pour près de vingt mille florins…

### La période française
Après la victoire de Fleurus (26 juin 1794), l'armée française de Jean-Baptiste Jourdan reprend Liège, que les Impériaux évacuent le 27 juillet. Les moines, cette fois, n'attendent pas à l'abbaye. Ils se sont dispersés dès le 20 juillet, beaucoup s'étant réfugiés en Allemagne. Les portes du couvent abandonné sont forcées pour y réinstaller le dispensaire militaire de 1792. Les autorités françaises le baptisent l'« Hôpital de la Liberté ».
En 1795, la principauté de Liège est annexée par la France. Liège devient le chef-lieu du département de l'Ourthe. Les années qui suivent voient les biens de l'abbaye dispersés. Beaucoup de richesses s'en vont « gonfler le trésor de la république », du moins celles qui ont échappé aux profiteurs organisés ou aux chapardeurs occasionnels. Le mobilier est cédé en vente publique, les livres sont déménagés à la Bibliothèque nationale créée au palais, où règnent l'incurie et le vol.
Les bâtiments souffrent de ces années terribles. L'église, par exemple, se dégrade énormément; elle devra être abattue en 1809. En 1797 déjà, les cloches ont été descendues et entreposées à Sainte-Agathe, puis au palais ; elles ont fini par être vendues au poids comme métal non ferreux.
En 1802, le Génie dresse un plan d'aménagement des lieux. En 1810, la propriété des bâtiments est attribuée à la municipalité, mais l'armée s'en réserve la location.
En 1814, on dénombre à l'Hôpital Saint-Laurent jusqu'à 750 patients de diverses nationalités. Le phénomène est dû à la présence à Liège des troupes coalisées contre Napoléon. À l'hôpital, Russes, Prussiens, Autrichiens, Suédois, Hollandais, Brémois, côtoient une cinquantaine de soldats français considérés comme prisonniers de guerre. En 1815, la bataille de Waterloo amène son lot de blessés, principalement prussiens.

### Après le congrès de Vienne
À l'époque du royaume uni des Pays-Bas, l'ancienne abbaye Saint-Laurent est d'abord aménagée en caserne : une garnison de mille hommes y stationne le temps qu'on agrandisse la citadelle sur les hauteurs de Sainte-Walburge.
De 1823 à 1825, l'endroit devient une prison militaire, puis le gouvernement, qui a repris la propriété des lieux, met les bâtiments à la disposition d'un industriel qui y installe une fabrique de mousseline.
Le Charbonnage de Belle-Vue est créé en 1826 à proximité, sur le site de l'actuelle école Saint-Laurent.

### De l'indépendance belge à la fin duXIXesiècle

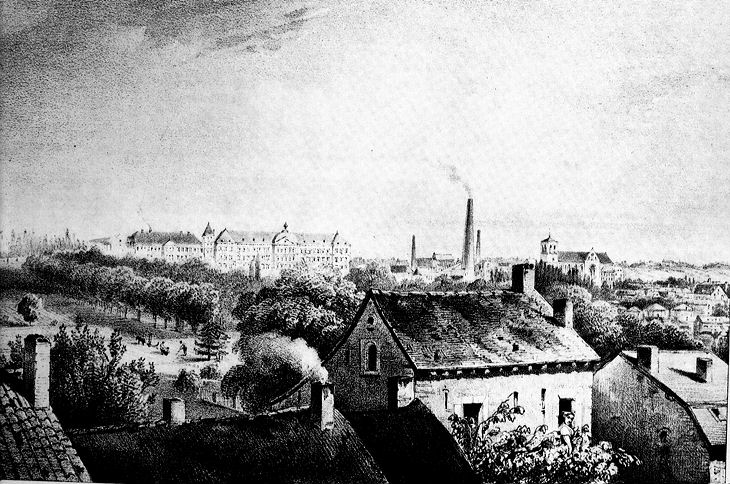
L'hôpital militaire Saint-Laurent en 1839. On remarque aussi la basilique Saint-Martin et le charbonnage voisin.

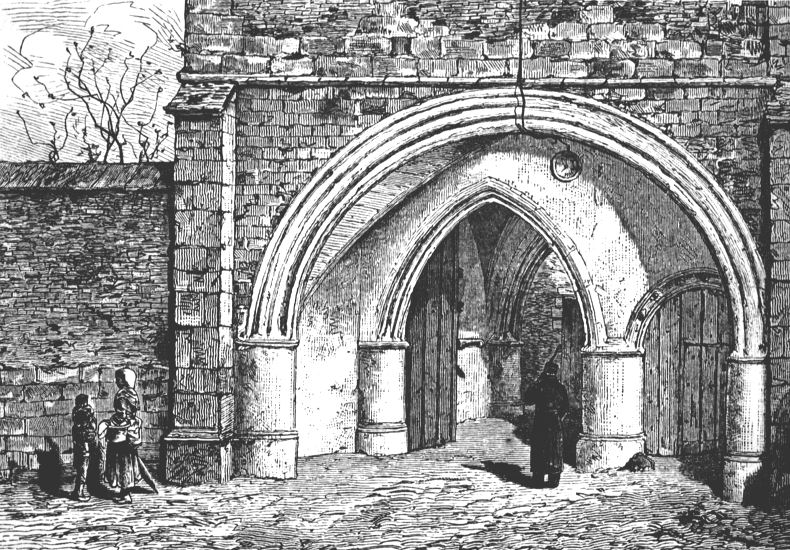
Porche d'entrée de l'hôpital militaire Saint-Laurent (gravure de 1870)

En 1830, le gouvernement de la nouvelle Belgique indépendante rend à l'ancienne abbaye Saint-Laurent son destin d'hôpital militaire. Dès 1831, on y soigne les blessés du corps expéditionnaire français venu aider au maintien de l'indépendance belge.
En 1839, des religieuses augustines de l'Hôtel-Dieu de Paris viennent y servir à la demande de la reine Louise-Marie d'Orléans (épouse du premier roi des Belges Léopold). On leur fait construire un couvent dans l'angle nord du domaine. Ces hospitalières feront preuve d'un dévouement héroïque lors de l'épidémie de choléra de 1848. Elles resteront au service des malades de Saint-Laurent jusque dans les années 1970.
En 1893, alors qu'on aménage de nouveaux bâtiments pour une caserne d'artillerie, le porche datant du XVe siècle est sauvé de la démolition grâce à une pétition populaire.

## La guerre 1940-1945

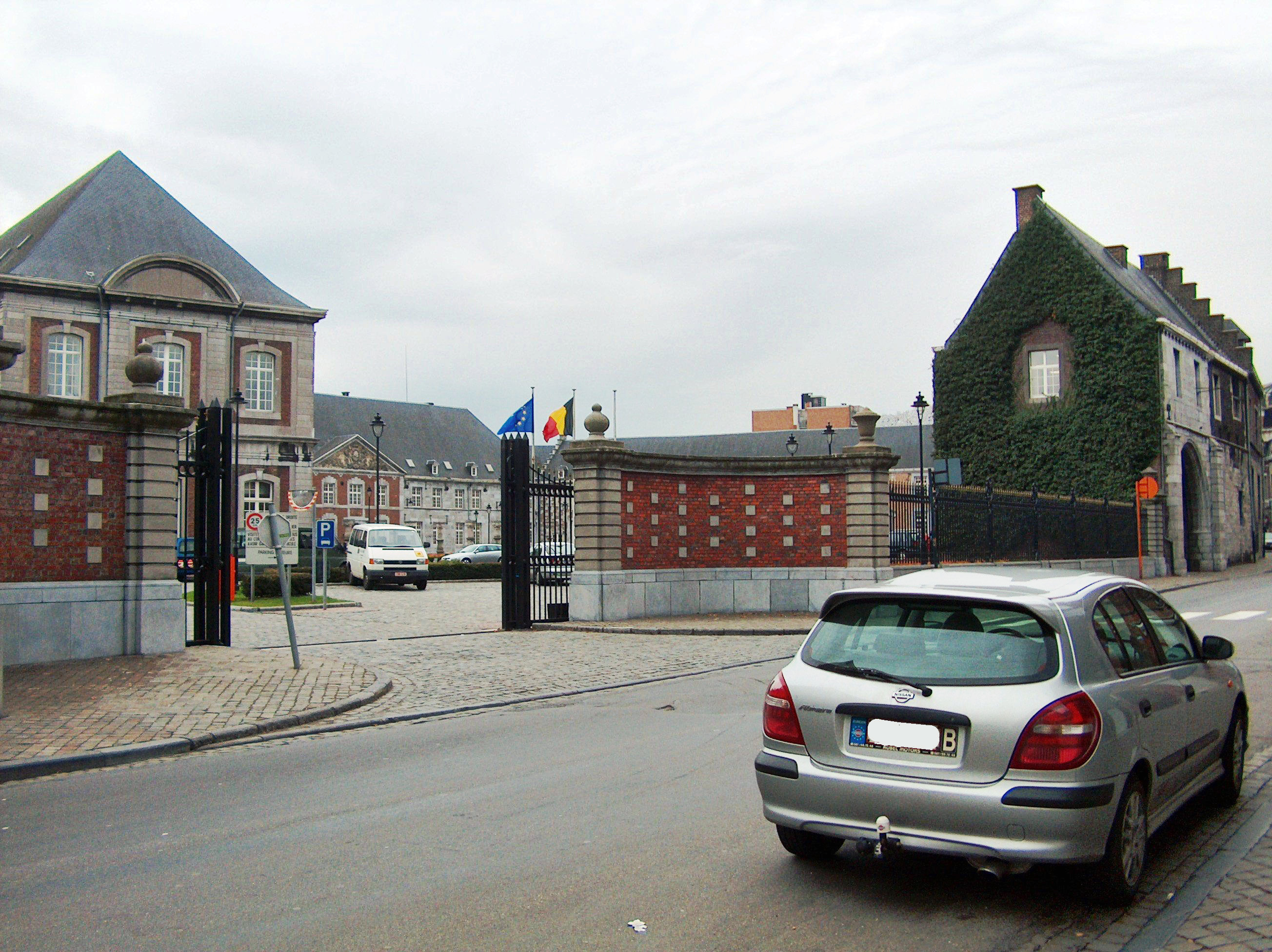
Occupés par le 3CRI de l'armée, ensuite siège du 3e Centre Régional d'Infrastructure

En 1940, le personnel s'étant replié sur ordre dès le 11 mai, c'est la Croix-Rouge qui gère l'hôpital malgré l'occupation allemande : aide aux familles des soldats, des prisonniers de guerre, des victimes des bombardements…
Georges Hillion alors adjudant en mai 1940, sera grièvement blessé à la bataille de Thisnes (26 blessures) il sera opéré par des médecins anglais. 
En septembre 1944, à la libération de Liège, les Américains installent à Saint-Laurent le « 15th General Hospital » de l'US Army.
Des locaux de l'école Saint-Laurent toute proche sont réquisitionnés comme centre de rapatriement pour héberger les prisonniers ramenés d'Allemagne au fur et à mesure de l'avance alliée.
Après la guerre, les bâtiments de l'ancienne abbaye continuent de servir d'hôpital militaire, sous le nom de « Quartier Lieutenant-Médecin Joncker », en mémoire d'un héros liégeois de la guerre 1914-1918.
De 1948 à 1953, ont lieu d'importants travaux de restauration, qui s'achèvent par le placement de grilles monumentales le long de la rue Saint-Laurent.

## L'abbaye à l'époque contemporaine
Il reste peu de chose des bâtiments moyenâgeux, le moutier ayant été entièrement détruit par Guillaume d'Orange en 1568, puis reconstruit, conservé grâce à sa mutation en hôpital militaire. L'église fut démolie en 1809.

## Aspects culturels

### La Vierge de Dom Rupert
Dom Rupert († 1130) est le premier exégète de son temps. La Vierge de Dom Rupert est une sculpture en haut-relief du XIe siècle représentant la Vierge et l'Enfant Jésus. Vénérée pour ses légendes, elle est actuellement au département des Arts mosans du musée Grand Curtius.

### Personnalités liées à l'abbaye
- Jean de Stavelot (1388-~1449) copiste et illustrateur des chroniques de Jean d'Outremeuse (ou Jean des Preis) et continuateur de son œuvre à l'époque de l'école abbatiale, célèbre au moyen âge. Il est l'auteur d'un recueil sur la vie et la règle de saint Benoît (Unum librium de Sancto Benedicto).
- Jean Peeks ( ? - ~1516), continuateur de la chronique de Jean de Stavelot.
- L'abbé Wazelin, peintre.
- Le moine Pascal de Bierset était en commerce de lettres avec Érasme.
- Le moine Renier a composé un ouvrage en trois volumes consacré aux hommes célèbres de l'abbaye.
- frère Adrien, Adrianus de Veteri Busco ( ? - ~1483)

## Liste des abbés
- 1026-1060 : Etienne
- 1060-1069 : Lambert
- 1069-1070 : Éverard
- 1071-1077 : Wolbodon
- 1077-1116 : Bérenger
- 1116-1128 : Hériband
- 1130-1149 : Wazelin de Momale
- 1150-1158 : Wazelin de Fexhe
- 1158-1161 : Wautier
- 1165-1188 : Évelin de Fooz
- 1189-1192 : Baudouin
- 1196-1197 : Gérard
- 1197-1227 : Otton
- 1229-1239 : Jean Maillart
- 1239-1261 : Henri de Haccourt
- 1263-1272 : Gérard de Herstal
- 1272-1291 : Enoch de Jupille
- 1292-1297 : Jean Peureal
- 1297-1314 : Wéry de Fontaines
- 1323-1333 : Geoffroy de Cluny
- 1333-1340 : Arnaud d'Escoublac
- 1340-1355 : Wautier Machar
- 1355-1355 : Fastré Baré
- 1355-1362 : Jean de Cloyes
- 1362-1388 : Robert de Genimont
- 1388-1404 : Étienne de Marille
- 1404-1434 : Henri Ade
- 1434-1459 : Henri delle Cheraux
- 1459-1473 : Arnold Loon de Kemexhe
- 1473-1504 : Barthélemy de Longchamps
- 1504-1508 : Henri d'Oreye
- 1508-1516 : Jean Peecks, dit de Looz (1482-1516)
- 1516-1520 : Jean de Noville
- 1520-1558 : Gérard van der Stappen
- 1558-1576 : Henri Natalis
- 1576-1586 : Jacques Thomas
- 1586-1633 : Oger de Loncin
- 1633-1658 : Gérard de Sany (1596-1658)
- 1658-1686 : Guillaume Natalis
- 1686-1717 : Grégoire Tutélaire
- 1718-1760 : Grégoire Lembor
- 1760-1779 : Grégoire Bicquet
- 1779-1790 : Pierre Crahay
- 1790-1796 : Pierre Servais Lys, dernier abbé de Saint-Laurent